# Димитър Хаджипавлев Иванов
Димитър Хаджипавлев Иванов (изписване до 1945 година: Димитъръ х. Павли Ивановъ) е виден търновски търговец, общественик и дарител, основател на търновското читалище „Надежда“.

## Биография
Роден е на 10 ноември 1847 г. в Търново в богатото семейство на хаджи Павли Иванов. Майка му е дъщеря на Димо Чохаджията и сестра на хаджи Николи Минчев. Димитър Иванов завършва класното училище в Търново, след което продължава своето образование в Търговското училище на Халки, а след това в Търговска академия в Швейцария.
Като проспериращ търговец води активен живот в Цариград, Търново, Букурещ. Докато пребибвава в Румъния се включва като член на революционната емиграция. Влиза в кръга около Христо Ботев и вестник „Нова България“. Заедно с Филип Тотю участва в Сръбско-турската война през 1876 година.
През 1866 г. е избран за касиер на българското читалище в Цариград. Там натрупва голям практически опит и лично се убеждава в необходимостта от едно такова интелектуално и духовно средище. Веднага щом се завръща в Търново през 1869 година, се захваща със създаване на читалище.
Умира в 1913 година.